# 中华人民共和国网络安全法
《中华人民共和国网络安全法》是中华人民共和国为加强网络安全管理而制订的一部法律。于2015年6月在全国人民代表大会上通过草案公开发布并向全社会征求意见。2016年11月7日经第十二届全国人大常委会第24次会议表决通过，并于2017年6月1日施行。

## 立法过程
在2003年，中共中央办公厅发布的第27号文《国家信息化领导小组关于加强信息安全保障工作的意见》中，便已提出“抓紧研究起草《信息安全法》”的要求。
2015年6月，第十二届全国人民代表大会常务委员会第十五次会议对《中华人民共和国网络安全法》草案进行了首次审议。此次审议通过后，该草案公开发布，并向全社会征求意见。2016年6月，第12届全国人大常委会第21次会议对草案进行了第二次审议。同年11月，第12届全国人大常委会第24次会议对草案进行了第3次审议，会议以154票赞成、1票弃权，表决通过了《网络安全法》，并由中华人民共和国主席习近平签署第53号主席令颁布本法。

## 主要内容
《中华人民共和国网络安全法》共有7章79条，不少内容针对近年的网络安全隐患，如个人信息泄露等。该法明确了网络诈骗等行为的定义和刑罚，明确了网络运营商的责任，要求其处置违法信息、配合侦察机关工作等。此法旨在防止网络恐怖袭击、网络诈骗等行为，并赋予了政府在紧急情况下断网等权力。
此外，该法也首次以法律形式明确网络实名制，规定网络运营者为用户办理网络接入、域名注册服务，办理固定电话、移动电话等入网手续，或者为用户提供信息发布、即时通讯等服务，应当要求用户提供真实身份信息。用户不提供真实身份信息的，网络运营者不得为其提供相关服务。同时也对关键信息基础设施的运行安全以及惩治攻击破坏中国境内关键信息基础设施的境外组织和个人进行明确规定。

## 政策執行
自安全法正式實施以來，許多外國科技公司已經遵守了法律。例如蘋果公司在2017年宣布，將投資10億美元與當地雲計算公司合作，在中國貴州省建設一個新的數據中心，以達到合規目的，同時蘋果公司宣布將把中國用戶的iCloud數據的運營和存儲轉移到中國大陸。微軟也宣布通過與中國雲計算公司世纪互联合作，擴展Azure在中國的服務。電動車公司特斯拉在2021年5月25日表示已在中國建立數據中心。
不過也有些外國科技企業拒絕在中國存儲本地數據，例如Skype和WhatsApp，因此程式從國內應用商店被下架，或被限制進一步擴展。

## 争议
由於安全法的措辭和具體要求，該法律引發了國內外的關注，在中國的外國公司和企業表示擔心該法律可能會阻礙未來在中國的投資。
2016年8月，46家在华国际企业团体联名致函中国国务院总理李克强，要求中国政府依据国际贸易法规修正新网络安全法。这些外国企业团体在周五（11日）发出的信函中警告说，中国当局试图控制互联网和网络技术，“是在国家边界设置贸易壁垒”，并不能达到保证安全的目的。

## 评价
中国官方认为该法的通过将有助于阻止网络攻击和恐怖主义行动。制定网络安全法是“客观需要”，且不会损害外国商业利益。但批评者认为，规则将进一步侵蚀互联网自由。商业团体则担心，法律中的某些条款将让外国公司的运营成本更高，或使其无法进入中国市场，形成贸易壁垒。另外異議人士認為该法意在进一步强化中国互联网登记制度。
网络安全法中的不少规定此前已实际应用，有人权团体指出此法实质上是将政府以往采取的管理手段“合法化”，旨在使异见销声匿迹。另外中国曾在2015年实行了《中华人民共和国国家安全法》，使所有关键网络基础设施和信息系统“安全并得到有效控制”便是其目标之一。

## 修改
2022年9月，国家互联网信息办公室对网络安全法修正草案公开征求意见，拟作完善违反网络运行安全一般规定的法律责任制度，修改关键信息基础设施安全保护的法律责任制度，调整网络信息安全法律责任制度，修改个人信息保护法律责任制度四方面修改。